# Allyson Felix
Allyson Felix (Los Angeles, Kalifornija, 18. studenog 1985.) je američka atletičarka koja se natječe u utrkama na 100 metara, 200 metara i 400 metara. Najuspješnija je na 200 metara. U toj je disciplini olimpijska prvakinja iz 2012., trostruka svjetska prvakinja (2005. – 09). i dvostruka olimpijska osvajačica srebrne medalje (2004. – 08.). U utrci na 400 metara je svjetska prvakinja 2015., srebrna na SP 2011. i na OI 2016. i brončana na SP 2017. godine.